# Mih Ouansa
Mih Ouansa là một đô thị thuộc tỉnh El Oued, Algérie. Dân số thời điểm năm 2002 là 11.779 người.